# 松村勝男
松村 勝男（まつむら かつお、1923年5月18日－1991年3月15日）は東京都生まれの家具デザイナー。日本の家具デザインの草分けの1人とされる。

## 来歴
1923年、東京都に生まれる。1944年、東京美術学校（現東京藝術大学）付属文部省工芸技術講習所卒業。1946年から吉村順三設計事務所に勤務し、主に家具デザインを担当する。1955年、松屋銀座の嘱託となり、グッドデザインコーナーの売場デザインを手掛ける。1956年に渡辺力、渡辺優とともにＱデザイナーズを設立するも、1958年に松村勝男デザイン室を設立して独立する。1971年、長大作、水之江忠臣とともに、「ファニチュア・コレクション三人展」を開催し、毎日産業デザイン賞を受賞する。1991年3月15日に食道癌で死去。
シンプルで繊細なデザインの作風で、日本人の体形と生活様式に合った椅子を得意とした。

## 主な作品
- (株)ワイ・エム・ケー長岡にて販売
  - 籐肘掛け椅子(QA-90)/1957年
  - 籐肘掛け椅子(QA-100)/1956年
- (株)天童木工にて販売
  - 安楽椅子(T-5110)/1968年
  - ローコストチェア(T-0635B)/1982年
- ガマ椅子/1972年(日本インテリアデザイナー協会(JID)賞を受賞)